# 아이신기오로 니오니오
아이신기오로 니오니오(만주어: ᠠᡳᠰᡳᠨ
ᡤᡳᠣᡵᠣ
ᠨᡳᠣᠨᡳᠣ Aisin Gioro Nionio; 한국 한자: 愛新覺羅 牛鈕 애신각라 우뉴, 1651년 11월 1일 ~ 1652년 1월 30일)는 청 제국 제3대 황제 순치제의 장남이자 서자이며, 황족 종실 유헌친왕(裕憲親王)과 청 제국 제4대 황제 강희제와 황족 종실 화석공친왕과 황족 영친왕의 이복 형이다.

## 생애
1651년 11월 1일 출생하였으나 병약하여 생후 2개월만에 훙서(薨逝)했다. 그러나 사후에도 시호(諡號)는 내려지지 않았다. 후세 청나라 황족들이 그를 우뉴공(牛鈕公)이라 지칭하였다.